# Kochawina
Kochawina (ukr. Кохавине, Kochawyne) – dawna miejscowość na Ukrainie, obecnie południowa dzielnica Hnizdyczowa, osiedla typu miejskiego w rejonie żydaczowskim obwodu lwowskiego.
Za II Rzeczypospolitej wieś w powiecie żydaczowskim w woj. stanisławowskim.

## Historia

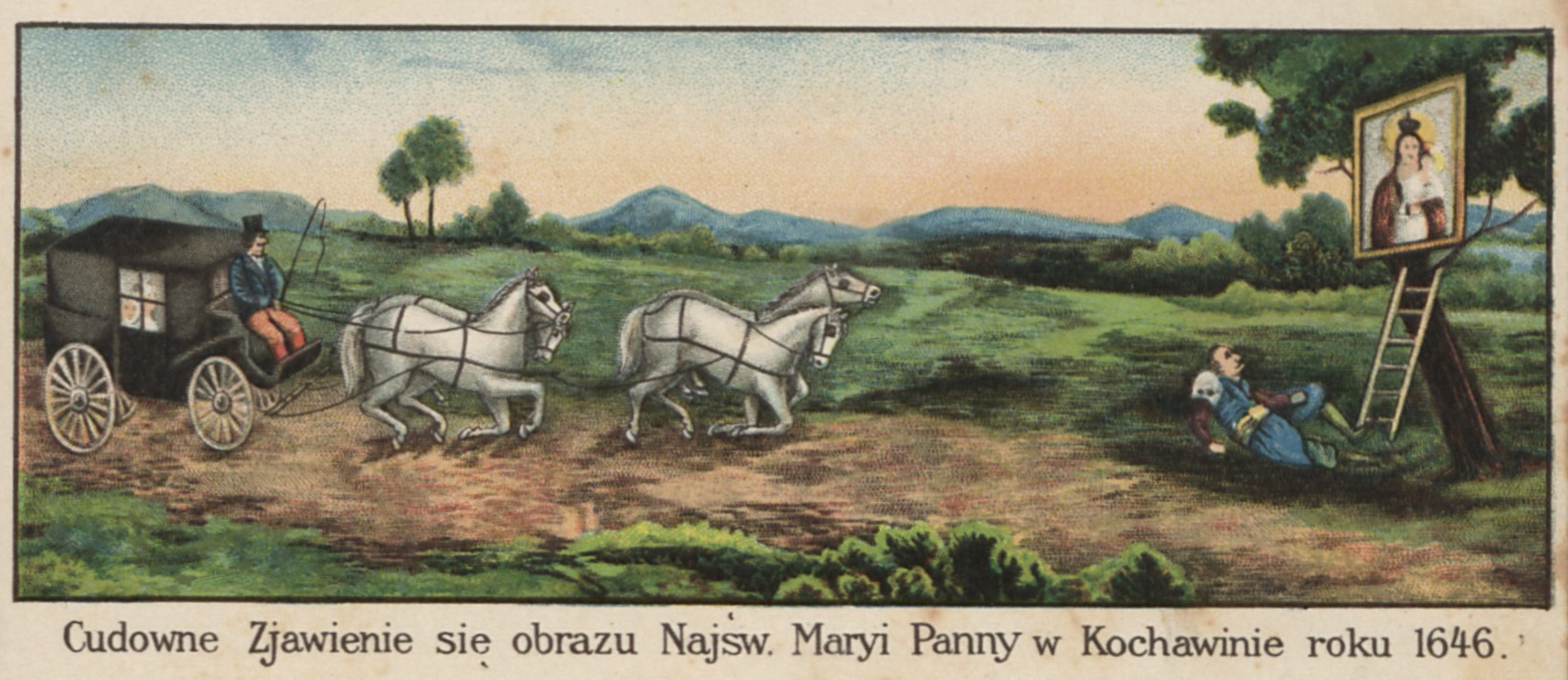
Kochawina, cudowne zjawienie się obrazu

### Cudowny obraz i parafia kochawińska
Na początku XVII wieku na dębie w lesie w pobliżu Kochawiny znaleziony został obraz Maryi od 1680 roku czczony jako cudowny. W 1755 powstał tu pierwszy kościół, a w 1780 wyodrębniono osobną parafię pod opieką karmelitów. W latach 1868 – 1894 powstał nowy budynek kościoła, a w 1902 przytułek dla sierot, w którym służbę pełniło Zgromadzenie Sióstr Służebniczek NMP.
W czasie I wojny światowej w pobliżu Kochawiny przechodziła linia frontu. Stacjonowały tu oddziały carskie, ukraińskie, kozackie i sowieckie. W przytułku działał szpital.
W 1931 roku zarząd parafii przeszedł w ręce jezuitów.

### II wojna światowa i okres ZSRR
Duże straty wśród miejscowej ludności, zarówno ukraińskiej jak i polskiej spowodowała II wojna światowa. Po wojnie Kochawina znalazła się w granicach ZSRR. Kościół sprofanowano, później w budynku przechowywano len. W budynkach klasztoru umieszczono szkołę z internatem dla dzieci upośledzonych umysłowo. Cudowny obraz został przeniesiony do Starej Wsi, następnie do Krakowa, a obecnie znajduje się w Gliwicach.
W czasie okupacji niemieckiej mieszkający tutaj Polacy, Adam i Władysława Wohańscy, udzielali pomocy Żydom. W 1990 roku Instytut Jad Waszem uhonorował ich za to tytułami Sprawiedliwych wśród Narodów Świata.
W 1991 świątyni przywrócono dawny charakter, tworząc parafię św. Gerarda. Opiekę nad nią sprawują redemptoryści z cerkwi greckokatolickiej ze Stryja, którzy mają tu swój ośrodek nowicjatu.

## Osoby związane z Kochawiną
- Jan Trzopiński – proboszcz parafii w latach 1898-1931
- Kazimierz Grochowski - urodzony we wsi, badacz wschodniej Syberii, Mandżurii i Mongolii[3]